# Llista d'espècies de flora vulnerables al País Valencià
Llista d'espècies de flora vulnerables al País Valencià, segons el Catàleg Valencià d'Espècies de Flora Amenaçades. Aquestes estan ordenades segons el seu nom específic 
- Althenia orientalis (Tzevelev) García Murillo & Talavera
- Antirrhinum valentinum Font Quer
- Arabis alpina L.
- Asplenium majoricum Litard.
- Astragalus alopecuroides L. subsp. grossii (Pau) Rivas Goday & Rivas Mart.
- Astragalus oxyglottis M. Bieb.
- Athyrium filix-femina (L.) Roth
- Biarum dispar (Schott) Talavera
- Callipeltis cucullaria (L.) Steven
- Campanula mollis L.
- Carex digitata L.
- Carex elata All.
- Centaurea lagascae Nyman
- Cheilanthes hispanica Mett.
- Cheilanthes tinaei Tod.
- Cheirolophus lagunae Olivares & al.
- Clematis cirrhosa L.
- Coeloglossum viride (L.) Hartman
- Commicarpus africanus (Lour.) Dandy in F.W. Andrews
- Corema album (L.) D.Don
- Dactylorhiza incarnata (L.) Soó
- Dactylorhiza insularis (Sommier) Landw.
- Diplotaxis ibicensis (Pau) Gómez-Campo
- Elatine brochonii Clav.
- Epipactis fageticola (C.E. Hermos.) Devillers-Tersch. & Devillers
- Euphorbia boetica Boiss.
- Euphorbia nevadensis Boiss. & Reuter subsp. nevadensis
- Euphrasia salisburgensis Funk.
- Ferula loscosii (Lange) Willk.
- Ferulago ternatifolia Solanas & al.
- Festuca triflora Desf.
- Fumaria munbyi Boiss. & Reuter
- Genista umbellata (Desf.) Poir. subsp. umbellata
- Gypsophila bermejoi G. López
- Halopeplis amplexicaulis (Vahl) Ung.Sternb. ex Cesati & al.
- Helianthemum caput-felis Boiss.
- Helianthemum guerrae Sánchez Gómez & al.
- Hieracium umbrosum Jord.
- Himanthoglossum hircinum (L.) Spreng.
- Isoetes velatum A. Braun subsp. velatum
- Kosteletzkia pentacarpos (L.) Ledeb.
- (*)Lepidium cardamines L.[nb 1]
- Leucanthemum arundanum (Boiss.) Cuatrec.
- Leucojum valentinum Pau
- Limonium densissimum (Pignatti) Pignatti
- Limonium mansanetianum M.B. Crespo & M.D. Lledó
- Lupinus mariae-josephae H. Pascual
- (*)Marsilea quadrifolia L.[nb 1]
- Marsilea strigosa Willd.
- Maytenus senegalensis (Lam.) Exell. subsp. europaea (Boiss.) Rivas Mart. ex Güemes & M.B. Crespo
- Medicago citrina (Font Quer) Greuter
- Myriophyllum alterniflorum DC.
- Nothoceras bicorne (Aiton) Amo
- Ophioglossum lusitanicum L.
- Orchis collina Soland. ex A. Russell
- Orchis conica Willd.
- Orchis purpurea Huds.
- Parnassia palustris L.
- Petrocoptis pardoi Pau
- Pinguicula dertosensis (Cañig.) Mateo & M.B. Crespo
- Pinguicula vallisneriifolia Webb
- Polygonum amphibium L.
- Polystichum aculeatum (L.) Roth
- Pteris vittata L.
- Ribes uva-crispa L.
- Riella helicophylla (Bory & Mont.) Mont.
- Ruscus hypophyllum L.(sols poblacions naturals)
- Serapias lingua L.
- Serapias strictiflora Welw. ex Da Veiga
- Sideritis chamaedryfolia Cav. subsp. littoralis M.B. Crespo & al.
- Sideritis glauca Cav.
- Silene diclinis (Lag.) Laínz
- Sternbergia colchiciflora Waldst. & Kit.
- Teucrium lepicephalum Pau
- Thalictrum maritimum Dufour
- Thymus lacaitae Pau
- Thymus webbianus Rouy
- Tilia platyphyllos Scop. (sols poblacions naturals)
- Ulmus glabra Huds. (sols poblacions naturals)
- Vaccinium myrtillus L.
- Vella lucentina M.B. Crespo
- Vitaliana primuliflora Bertol. subsp. assoana Laínz
- Zannichellia contorta (Desf.) Chamiso & Schlescht.

Hi ha una actualització del catàleg vigent (ORDRE 2/2022, de 16 de febrer, per la qual s’actualitzen els llistats valencians d’espècies protegides de flora i fauna) que pot contenir alguns canvis en aquesta llista